# Josh Vitters
Joshua Warren Vitters (né le 27 août 1989 à Anaheim, Californie, États-Unis) est un joueur de troisième but des Ligues majeures de baseball évoluant avec les Cubs de Chicago.

## Carrière
Josh Vitters est un choix de première ronde des Cubs de Chicago en 2007 et est le troisième athlète sélectionné au total cette année-là après David Price (Tampa Bay) et Mike Moustakas (Kansas City).
Vitters fait ses débuts dans le baseball majeur avec les Cubs le 5 août 2012, le même jour qu'un autre premier choix de repêchage des Cubs, Brett Jackson. Il réussit son premier coup sûr le 7 août face au lanceur Brad Boxberger des Padres de San Diego.